# Anthurium flavidum
Anthurium flavidum är en kallaväxtart som beskrevs av Nicholas Edward Brown. Anthurium flavidum ingår i släktet Anthurium och familjen kallaväxter. Inga underarter finns listade.